# Nadia Boulanger
Pour les articles homonymes, voir Boulanger (homonymie).
Juliette Nadia Boulanger, née le 16 septembre 1887 à Paris et morte le 22 octobre 1979 dans la même ville,,, est une pédagogue, pianiste, organiste, cheffe de chœur, cheffe d'orchestre et compositrice française. Elle est la sœur aînée de la compositrice Lili Boulanger.
Issue d'une famille de musiciens, elle obtient très jeune les honneurs du Conservatoire national de Paris, mais à la mort de sa sœur, estimant ne pas avoir de talent particulier pour la composition, elle abandonne l'écriture musicale pour se consacrer à l'enseignement. Ayant su mobiliser des méthodes et des techniques modernes, Nadia Boulanger est durant plus de soixante-dix ans l'un des professeurs de composition les plus influents du XXe siècle, comptant parmi ses quelque 1 200 élèves plusieurs générations de compositeurs, tels Aaron Copland, George Gershwin, Grażyna Bacewicz, Elliott Carter, Michel Legrand, Lalo Schifrin, Astor Piazzolla, Quincy Jones et Philip Glass. Son activité musicale est étroitement liée à celle du Conservatoire américain de Fontainebleau, qu'elle dirige de 1949 jusqu'à la fin de sa vie.
Boulanger enseigne également aux États-Unis et en Angleterre, travaillant avec des académies de musique telles que la Juilliard School, la Yehudi Menuhin School, la Longy School, le Royal College of Music et la Royal Academy of Music. Mais, elle passe la plus grande partie de sa vie dans l'appartement de sa famille à Paris, où elle enseigne pendant la majeure partie des sept décennies qui ont suivi le début de sa carrière jusqu'à sa mort.
Boulanger est la première femme à diriger plusieurs grands orchestres en Amérique et en Europe, notamment les orchestres symphoniques de la BBC, de Boston, du Hallé et de Philadelphie. Elle dirige plusieurs créations mondiales, notamment des œuvres de Copland et de Stravinsky. 

## Biographie

### Une famille et une enfance musicale

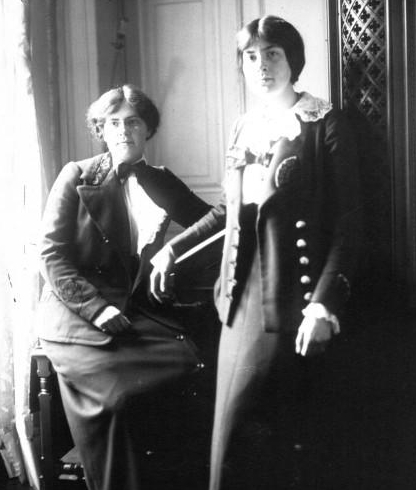
Nadia (gauche) et Lili Boulanger (droite) en 1913.

Nadia Boulanger est née le 16 septembre 1887 dans une famille comptant quatre générations de musiciens. Elle est la fille du compositeur et pianiste français Ernest Boulanger (1815-1900) et de son épouse, la princesse russe Raïssa Ivanovna Mychetsky (1856-1935), une jeune cantatrice.
Son père, Ernest Boulanger est le fils de la cantatrice Marie-Julie Boulanger (1786-1850) et du violoncelliste et professeur de chant Louis Frédéric Boulanger (1777-1844),. Ernest étudie au Conservatoire de Paris et, en 1835 à l'âge de 20 ans, il remporte le très convoité prix de Rome pour la composition. Il écrit plusieurs opéras comiques et de la musique de scène pour des pièces de théâtre, mais il était surtout connu pour sa musique chorale. Il s'est distingué en tant que directeur de chœurs, professeur de chant et membre de jurys de concours choraux. Après des années de refus, il est nommé en 1872 professeur de chant au Conservatoire de Paris.
Raïssa obtient le titre de préceptrice (ou gouvernante) en 1873. Selon Ernest, Raïssa et lui se sont rencontrés lors d'une tournée de concerts en Russie en 1873, puis celle-ci l'a suivi à Paris. Elle rejoint sa classe de chant au Conservatoire en 1876 et ils se marient en Russie en 1877 ; il a alors 62 ans et elle 18 ans. Le couple a une fille, Ernestine Mina-Juliette, qui meurt en bas âge avant que Nadia ne naisse le jour du 72e anniversaire de son père,. Certains historiens laissent penser que la jeune fille ne serait pas l'enfant légitime d'Ernest Boulanger, bien que celui-ci la déclara à sa naissance à la mairie.
Pendant ses premières années, bien que ses deux parents soient très actifs sur le plan musical, Nadia s'énerve en entendant de la musique et se cache jusqu'à ce qu'elle s'arrête. En 1892, alors que Nadia a cinq ans, Raïssa tombe à nouveau enceinte. Pendant la grossesse, la réaction de Nadia à la musique change radicalement. « Un jour, j'ai entendu une cloche d'incendie. Au lieu de crier et de me cacher, je me suis précipitée sur le piano et j'ai essayé de reproduire les sons »,. Après cela, Nadia Boulanger accorde toute son attention aux leçons de chant que lui donne son père et commence à étudier la musique.
En 1893, naît Marie-Juliette Boulanger, mieux connu sous le nom de Lili Boulanger ; Nadia a alors six ans. Celle-ci déclare : « Le jour où mon père m'annonça — tu as une petite sœur —, je suis allée devant le berceau où était cette petite sœur, j'avais six ans et je me suis sentie chargée d'une protection ». En 1895, la jeune Nadia part avec sa mère en Russie pour rendre visite à sa famille et ses amis. Sa sœur, âgée de deux ans, contracte en son absence une pneumonie qui l'affaiblira.
Encouragée par son père, Nadia commence à étudier l’orgue et la composition à l'âge de neuf ans. Élevée dans une famille mêlant aristocratie et élite intellectuelle parisienne, elle côtoie en grandissant le milieu du Paris musical et mondain de l’époque ; le salon familial est fréquenté par Gabriel Fauré, proche ami des Boulanger, Charles Gounod ou Camille Saint-Saëns.

### Études au Conservatoire de Paris

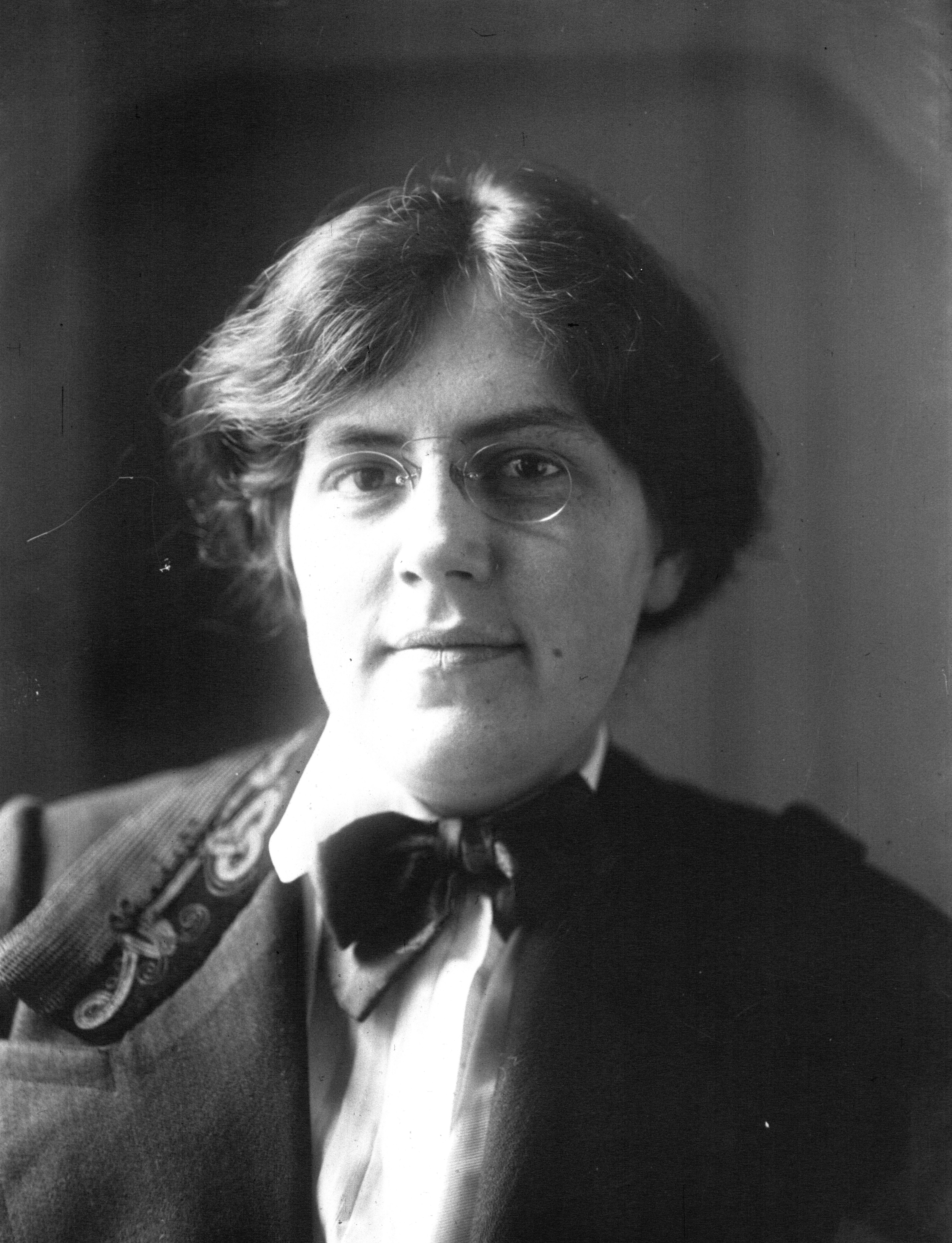
Nadia Boulanger en 1910.

À l'âge de sept ans, Nadia se prépare aux examens d'entrée au Conservatoire, assistant à des cours et prenant des cours particuliers avec des professeurs. Lili est souvent présente dans la salle pendant les leçons de Nadia, assise tranquillement à écouter.
En 1896, Nadia, âgée de neuf ans, entre au Conservatoire de Paris. Elle y étudie auprès de Fauré et d'autres. Elle se classe troisième au concours de solfège de 1897 et travaille ensuite pour remporter le premier prix en 1898. Elle suit des cours particuliers auprès de Louis Vierne et d'Alexandre Guilmant. Durant cette période, elle suit également une formation religieuse pour devenir une catholique pratiquante et fait sa première communion le 4 mai 1899. La religion devient quelque chose d'important pour elle tout au long de sa vie.
En 1900, son père Ernest décède, et l'argent devient un problème pour la famille. Raïssa Boulanger mène un train de vie extravagant, et les droits d'auteur qu'elle perçoit pour les interprétations de la musique d'Ernest ne suffisent pas à assurer sa subsistance. William Bouwens van der Boijen, un ami de leur père, est nommé tuteur des deux sœurs. Nadia continue de travailler dur au Conservatoire pour devenir professeure et contribuer ainsi aux besoins de sa famille.
Au Conservatoire de Paris, elle entre en 1901 dans la classe de composition de Fauré. Elle obtient un Deuxième Prix d'harmonie. En 1902, elle travaille l'orgue avec Alexandre Guilmant, se lie avec Charles Koechlin, Georges Enesco, Florent Schmitt, Maurice Ravel, Alfred Cortot, Roger Ducasse. Elle est élève de Louis Vierne et fait une scolarité brillante. Elle suit parallèlement les cours de Georges Enesco.
En 1903, Nadia remporte à l'âge de quinze ans le Premier Prix d'harmonie du Conservatoire ; elle poursuit ses études pendant plusieurs années, même si elle commence à gagner sa vie grâce à des concerts d'orgue et de piano. La même année, sa mère, Raïssa Boulanger, renouvelle un voyage en Russie, cette fois seule. Nadia est confiée à Marthe et Richard Bouwens van der Boijen tandis que Lili est envoyée à Biarritz dans une communauté religieuse.
Grâce aux leçons de Fauré, elle obtient à seize ans, lors de plusieurs concours en juillet 1904, les premiers prix d'orgue, d'accompagnement au piano, de fugue et de composition,. Lors de son examen d'accompagnement, Boulanger rencontre Raoul Pugno, pianiste, organiste et compositeur français de renom, qui s'intéresse par la suite à sa carrière,. Pugno devient rapidement un très bon ami de la famille Boulanger ; ceux-ci achèteront une maison à côté de celle de Pugno à Gargenville, où ils passeront de nombreux étés ensemble.
La même année, Raïssa Boulanger décide de quitter leur ancien appartement pour s'installer au 36 rue Ballu dans le 9e arrondissement. Elle fait alors installer un grand orgue de salon, conçu en fonction de la pièce, qui est inauguré le 4 février 1905. Nadia commence à enseigner dans l'appartement familial. Outre les cours particuliers qu'elle y donne, Boulanger commence à animer un cours collectif d'analyse et de chant à vue le mercredi après-midi. Elle poursuivit ces activités presque jusqu'à sa mort. Ce cours fut suivi de ses célèbres « à domicile », des salons où les élèves peuvent côtoyer des musiciens professionnels et d'autres amis de Boulanger issus du monde artistique, tels qu'Igor Stravinsky, Paul Valéry, ou Fauré,.

### Débuts professionnels

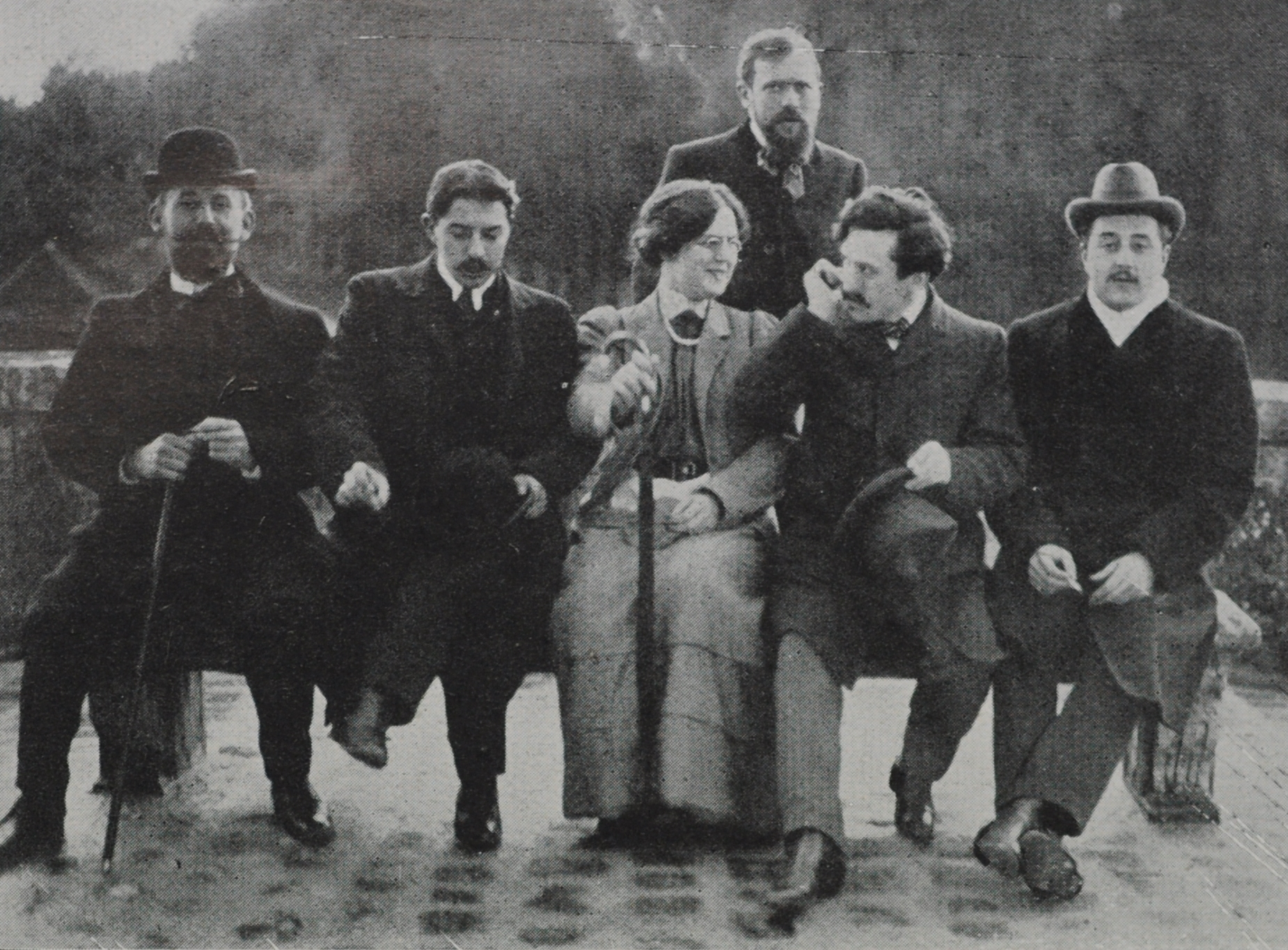
Les concurrents pour le Prix de Rome en 1907. De gauche à droite : Maurice Le Boucher, Jules Mazellier, Nadia Boulanger, Marc Delmas, André Gailhard et Philippe Gaubert (debout).

Après avoir quitté le Conservatoire en 1904 et avant la mort prématurée de sa sœur en 1918, Nadia Boulanger est une compositrice passionnée, encouragée par Pugno et Fauré. Caroline Potter, dans le New Grove Dictionary of Music and Musicians, écrit à propos de sa musique : « Son langage musical est souvent très chromatique (bien que toujours basé sur la tonalité), et l'influence de Debussy est évidente ». Elle compose durant cette période de nombreuses mélodies ainsi que des pièces pour chœur et orchestre comme Allons voir sur le lac d'argent (1905), Écoutez la chanson bien douce (1905), À l'aube (1906) ou À l'hirondelle (1908). Son objectif est alors de remporter le Premier Grand Prix de Rome en composition, comme son père l'a été. Celle-ci travaille sans relâche, tout en continuant à enseigner et à se produire. Elle se présente au jury en 1906, mais ne réussit pas à passer le premier tour. En 1907, elle accéda à la finale, mais échoue à nouveau.
Fin 1907, elle est nommée professeure de piano élémentaire et d'accompagnement au piano au Conservatoire Femina-Musica — qui est une école acceptant les jeunes femmes de la classe supérieure qui sont largement exclu par choix des formation des voies professionnelles du Conservatoire de Paris — nouvellement créé. Elle est également nommée assistante d'Henri Dallier, professeur d'harmonie au Conservatoire.
En 1908, après avoir échoué deux années de suites, Boulanger obtient un Deuxième Grand Prix de Rome avec sa cantate La Sirène. Selon Jeanice Brooks, celle-ci « a composé la meilleure cantate » mais Boulanger a transgressé précédemment les règles aux éliminatoires en composant une fugue pour quatuor à cordes au lieu d'une fugue vocale,. Cet acte lui attire la colère de certains membres du jury, dont Camille Saint-Saëns, qui souhaitent la disqualifier d'autant plus qu'elle est une femme. Le sujet est repris par la presse nationale et internationale, et n'est résolu que lorsque le ministre français de l'Information publique et Académie des Beaux-Arts décrète que l'œuvre de Boulanger doit être jugée sur sa seule valeur musicale,.
En 1908, en plus d'interpréter des duos de piano lors de concerts publics, Boulanger et Pugno collabore à la composition d'un cycle de mélodies, Les Heures claires (1909), qui fut suffisamment bien accueilli pour les encourager à continuer à travailler ensemble,. Ce qui comble de joie la jeune Nadia. Espérant toujours un Grand Prix de Rome, Boulanger participe au concours de 1909 mais échoue à obtenir une place en finale,. Plus tard cette année-là, sa sœur Lili, alors âgée de seize ans, annonce à sa famille son intention de devenir compositrice et de remporter elle-même le Prix de Rome.
Sa sœur cadette Lili Boulanger, dont elle s'occupa beaucoup, fut la première femme à remporter le Premier Grand Prix de Rome en 1913.
En décembre 1915, grâce au soutien du Comité franco-américain du Conservatoire national de musique et de déclamation, elle fonde avec sa sœur Lili la Gazette des Classes de Composition du Conservatoire, qui permet aux musiciens engagés dans la guerre d'échanger des nouvelles réciproques. Dix numéros sont publiés, jusqu'en juin 1918.

### La vocation de professeur

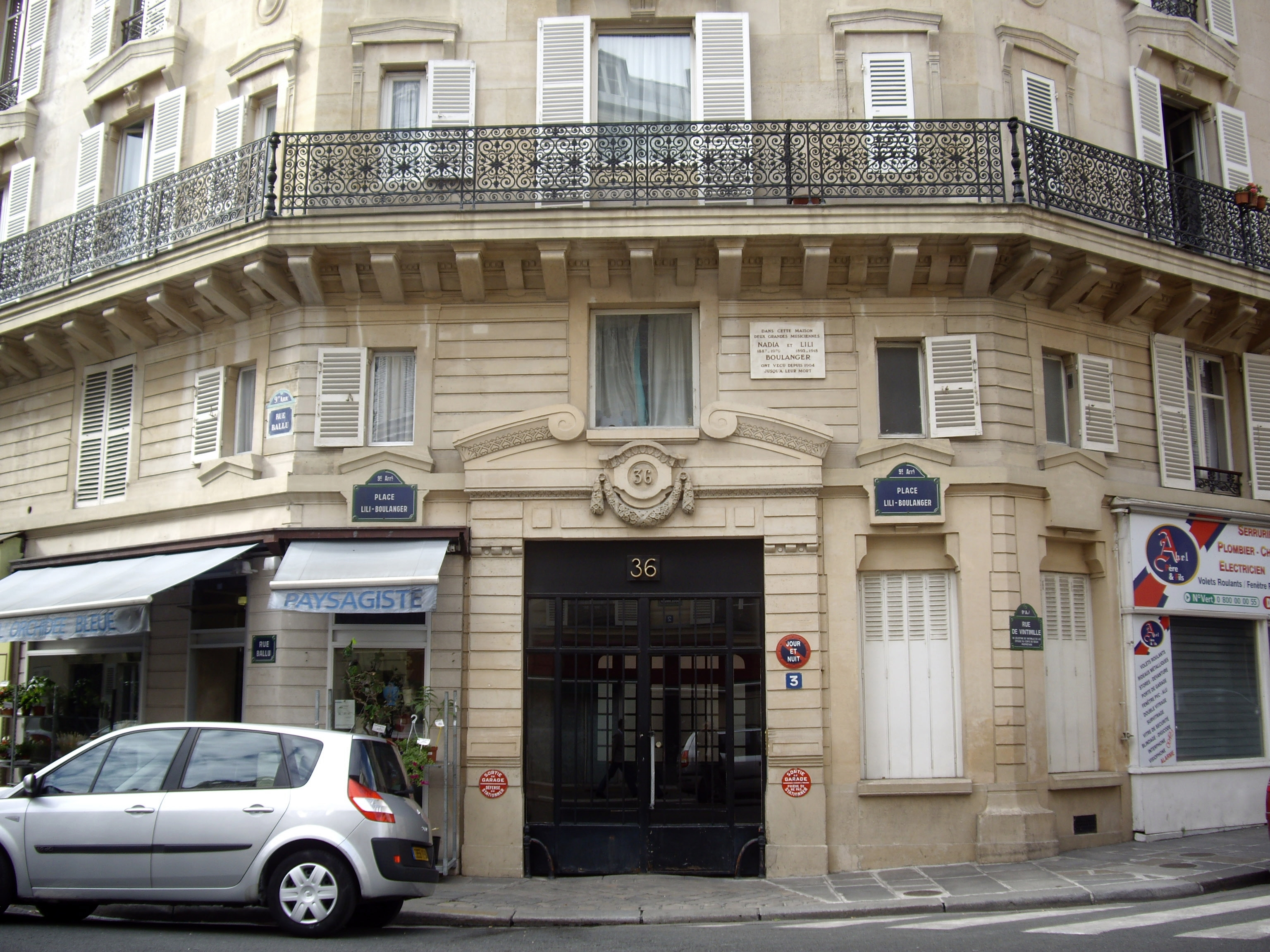
Le no 36 de la rue Ballu, devenu le no 3 de la place Lili-et-Nadia-Boulanger, où vécurent les deux sœurs de 1904 à leur mort. Une plaque leur rend hommage.

En 1918, sa sœur Lili Boulanger meurt prématurément à l’âge de vingt-quatre ans. Nadia Boulanger déclare qu’elle ne composera plus et se consacrera à la direction musicale, la diffusion de l’œuvre de sa sœur, et, surtout, à la pédagogie. Elle mène son impressionnante carrière de professeur jusqu’à sa mort en 1979, à l'âge de quatre-vingt-douze ans.
Elle vivait 36 rue Ballu (9e arrondissement de Paris) où elle donnait ses cours. En 1970, la voie située devant le bâtiment est renommée place Lili-Boulanger puis en 2021 place Lili-et-Nadia-Boulanger.

### La direction du Conservatoire américain de Fontainebleau

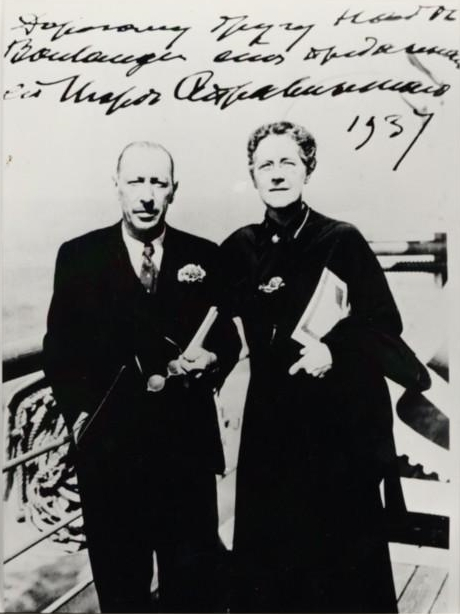
Igor Stravinsky et Nadia Boulanger sur un paquebot transatlantique en 1937.

Nadia Boulanger est professeure du Conservatoire américain de Fontainebleau dès la création de celui-ci en 1921, et directrice de 1948 jusqu'à sa mort en 1979. Dès la première session, elle établit sa réputation de remarquable professeur tant elle semble tout connaître de l’harmonie et de la tonalité occidentales. Au cours de sa longue carrière, les milliers d’étudiants qui viennent de l’étranger pour assister à ses cours sont captivés par son talent, ses connaissances et sa philosophie : « Je suis votre degré de tension le plus élevé, disait-elle. Écoutez-le en vous-même ».
Restée toute sa vie célibataire, « Mademoiselle » (c'est ainsi qu'on l'appelait) était très croyante et catholique pratiquante tout en étant le pilier du salon musical et mondain des époux Dujarric. Elle repose, ainsi que sa sœur, au cimetière de Montmartre (division 33, angle de l’avenue Saint-Charles et du chemin Billaud). Ses traits nous restent fixés par le buste en terre cuite, œuvre du sculpteur Louis-Aimé Lejeune, que conservent Les Maisonnettes à Gargenville.

## Son activité de pianiste et d'organiste
En 1903, elle devient organiste suppléante de Gabriel Fauré, puis d’Henri Dallier au grand orgue de l'église de la Madeleine.
En 1907, Nadia Boulanger est nommée professeure de piano et d'accompagnement au Conservatoire Femina-Musica nouvellement créé. L'année suivante, elle forme avec Raoul Pugno un duo de pianos qui se produit à de nombreuses reprises.
En 1924, lors d'un séjour à New York, elle interprète des œuvres pour orgue solo de sa sœur Lili, et elle crée une nouvelle symphonie d'Aaron Copland pour orgue et orchestre, qui lui est dédiée.
En 1936, Nadia Boulanger remplace Alfred Cortot dans certains de ses cours magistraux de piano et d'accompagnement dans des œuvres pour clavier de Mozart.
De retour d'Amérique, elle revient en France en janvier 1946. Elle accepte un poste de professeure d'accompagnement au piano au Conservatoire de Paris.

## Son activité de cheffe d'orchestre
C'est en avril 1912 que Nadia Boulanger fait ses débuts comme chef d'orchestre, dirigeant l'orchestre de la Société des Matinées musicales, qui interprète sa cantate La Sirène, deux de ses chants, et le Concertstück de Raoul Pugno pour piano et orchestre. Le compositeur joue en tant que soliste. En 1919, elle se produit dans plus d'une vingtaine de concerts, jouant souvent sa propre musique et celle de sa sœur.
En février 1934, au milieu de la grève générale, elle fait ses débuts à Paris avec l'orchestre de l'École normale dans un programme de Mozart, Bach et Jean Françaix. À la fin de l'année, elle dirige l'Orchestre philharmonique de Paris au théâtre des Champs-Élysées avec un programme Bach, Monteverdi et Schütz. En 1936, elle est la première femme à diriger l'Orchestre philharmonique de Londres. En novembre 1937, elle est la première femme à diriger un concert complet de la Royal Philharmonic Society de Londres, qui joue alors le Requiem de Fauré et Amor (Lamento della ninfa) de Monteverdi. Puis c'est le tour de l'Orchestre symphonique de Boston, en 1938. Durant trois mois, elle donne plus d'une centaine de récitals-causeries, des récitals et des concerts. Elle crée le Dumbarton Oaks Concerto de Stravinsky et le concerto pour piano en ré de Jean Françaix. Elle dirige également l'Orchestre philharmonique de New York, au Carnegie Hall, l'Orchestre de Philadelphie et l'Orchestre symphonique national de Washington.
En 1956, elle organise la musique pour le mariage du prince Rainier III de Monaco et de l'actrice américaine Grace Kelly. En 1962, elle se rend en Turquie, où elle dirige des concerts avec sa jeune protégée Idil Biret.

## Sa philosophie pédagogique
Nadia Boulanger affirmait apprécier toute « bonne musique ». Selon Lennox Berkeley, Nadia considérait qu'une bonne valse a tout autant de valeur qu'une bonne fugue, et cela est parce qu'elle juge une œuvre uniquement sur son contenu esthétique. Elle avait des goûts très éclectiques. Admiratrice de Debussy et disciple de Ravel, elle n'appréciait pas Schoenberg et les dodécaphonistes viennois. En revanche, elle était une ardente défenseuse de Stravinsky.
Nadia Boulanger acceptait les élèves de tous les milieux. Son seul critère était qu'ils aient envie d'apprendre. Elle traitait les étudiants différemment selon leurs capacités. Ses étudiants les plus doués devaient répondre aux questions les plus rigoureuses et bien jouer en situation de stress. Les élèves moins doués, qui n'avaient pas l'intention de suivre une carrière musicale, étaient traités avec plus d'indulgence. Elle avait pour chaque élève une approche différente et essayait de comprendre le don naturel de chacun. Elle utilisait une variété de méthodes d'enseignement, y compris l'harmonie traditionnelle, la lecture de partitions au piano, le contrepoint, l'analyse musicale et le solfège.
Elle a toujours affirmé qu'elle ne pouvait pas donner la créativité à ses élèves. Elle estimait que le désir d'apprendre, de devenir meilleur, était tout ce qui était nécessaire pour atteindre l'excellence. Elle citait les exemples de Rameau (qui a écrit son premier opéra à cinquante ans), Wojtowicz (qui est devenu pianiste de concert à trente et un ans) et Roussel (qui a commencé son apprentissage de la musique à vingt-cinq ans), à contre-courant de l'idée selon laquelle les grands artistes doivent toujours être des enfants surdoués.
Sa mémoire était prodigieuse : à douze ans, elle jouait l'ensemble du Clavier bien tempéré de Bach par cœur. Elle connaissait la musique la plus ancienne et celle de son temps, avant Bach et après Stravinsky. Elle pratiquait la transposition harmonique, la réalisation de basse chiffrée, la lecture à vue de partitions, les registrations d'orgue, connaissait les différentes techniques instrumentales, pratiquait l'analyse structurelle, ainsi que la fugue d'école et la fugue libre, les modes grecs et le chant grégorien.
Son abondante correspondance est conservée à la Bibliothèque nationale de France.

## Quelques élèves
Le nombre de ses élèves serait de 1 200, parmi lesquels :  Grażyna Bacewicz, Dalton Baldwin, Daniel Barenboim, Marion Bauer, Stanley Bate, Robert Russell Bennett, Leonard Bernstein, Idil Biret, Diane Bish, Serge Blanc, Roger Boutry, Virgil Thomson,, Flore Wend, Antoni Wit, Nicolas Zourabichvili, Jean Françaix, Quincy Jones, Émile Naoumoff.

## Œuvres composées
En 1908, elle remporte un deuxième second grand prix de Rome de composition musicale.
Contrairement à sa sœur Lili, Nadia Boulanger est plus connue comme professeur, chef de chœur et chef d'orchestre qu'en tant que compositrice.

### Musique vocale
- Allons voir sur le lac d'argent (paroles d' A. Silvestre), 2 voix et piano (1905)
- Écoutez la chanson bien douce (paroles de Verlaine), pour voix et orchestre (1905)
- Les Sirènes (paroles de Grandmougin), pour chœur de femmes et orchestre (1905)
- À l'aube (paroles d'A. Silvestre) pour chœur et orchestre (1906)
- Élégie (1906, paroles d'Albert Victor Samain)
- Versailles (1906, paroles d'Albert Victor Samain)
- Soleils couchants (1907, paroles de Paul Verlaine)
- Was will die einsame Träne (1908, paroles d’Heinrich Heine)
- À l'hirondelle (Sully Prudhomme), pour chœur et orchestre (1908)
- La Sirène (E. Adenis/Desveaux), 3 voix et orchestre (1908)
- Cantique (1909, paroles de Maurice Maeterlinck)
- Prière (1909, paroles d'Henry Bataille)
- Chanson (1909, paroles de Georges Delaquys)
- Soir d'hiver pour voix et piano (1914-15)
- Elle a vendu mon cœur (1922, paroles de Camille Mauclair)
- L'Échange (1922, paroles de Camille Mauclair)
- Doute (1922, paroles de Camille Mauclair)
- Le Couteau (1922, paroles de Camille Mauclair)
- Au bord de la route (1922, paroles de Camille Mauclair)
- J'ai frappé (1922, paroles de Renée de Marquein)
- Plus de 30 mélodies pour voix soliste et piano, dont :

Extase (Hugo) (1901)
Désespérance (Verlaine) (1902)
Cantique de sœur Béatrice (Maeterlinck) (1909)
Une douceur splendide et sombre (A. Samain) (1909)
Larme solitaire (Heine) (1909)
Une aube affaiblie (Verlaine) (1909)
Prière (Bataille) (1909)
Soir d'hiver (N. Boulanger) (1915)
Au bord de la route, Chanson, Le Couteau, Doute, L'Échange (Mauclair) (1922)
J'ai frappé (R. de Marquein) (1922)

### Musique de chambre et œuvres pour un seul instrument
- 3 pièces pour orgue : Prélude, Petit Canon et Improvisation (1911), dont deux arrangées pour violoncelle et piano (Improvisation et Petit Canon)
- 3 pièces pour piano (1914)
- 3 pièces pour violoncelle et piano (1914)
- Pièce sur des airs populaires flamands, pour orgue (1915)
- Vers la vie nouvelle, pour piano (1915)

### Œuvres orchestrales
- Allegro (1905)
- Fantaisie variée pour piano et orchestre (1912)

### Avec Raoul Pugno
- Les Heures claires, cycle de huit mélodies (1909, paroles d'Émile Verhaeren)
- La Ville morte (Livret de d'Annunzio), opéra, 1910–13

## Distinctions
- 1932 :  Chevalier de la Légion d'honneur

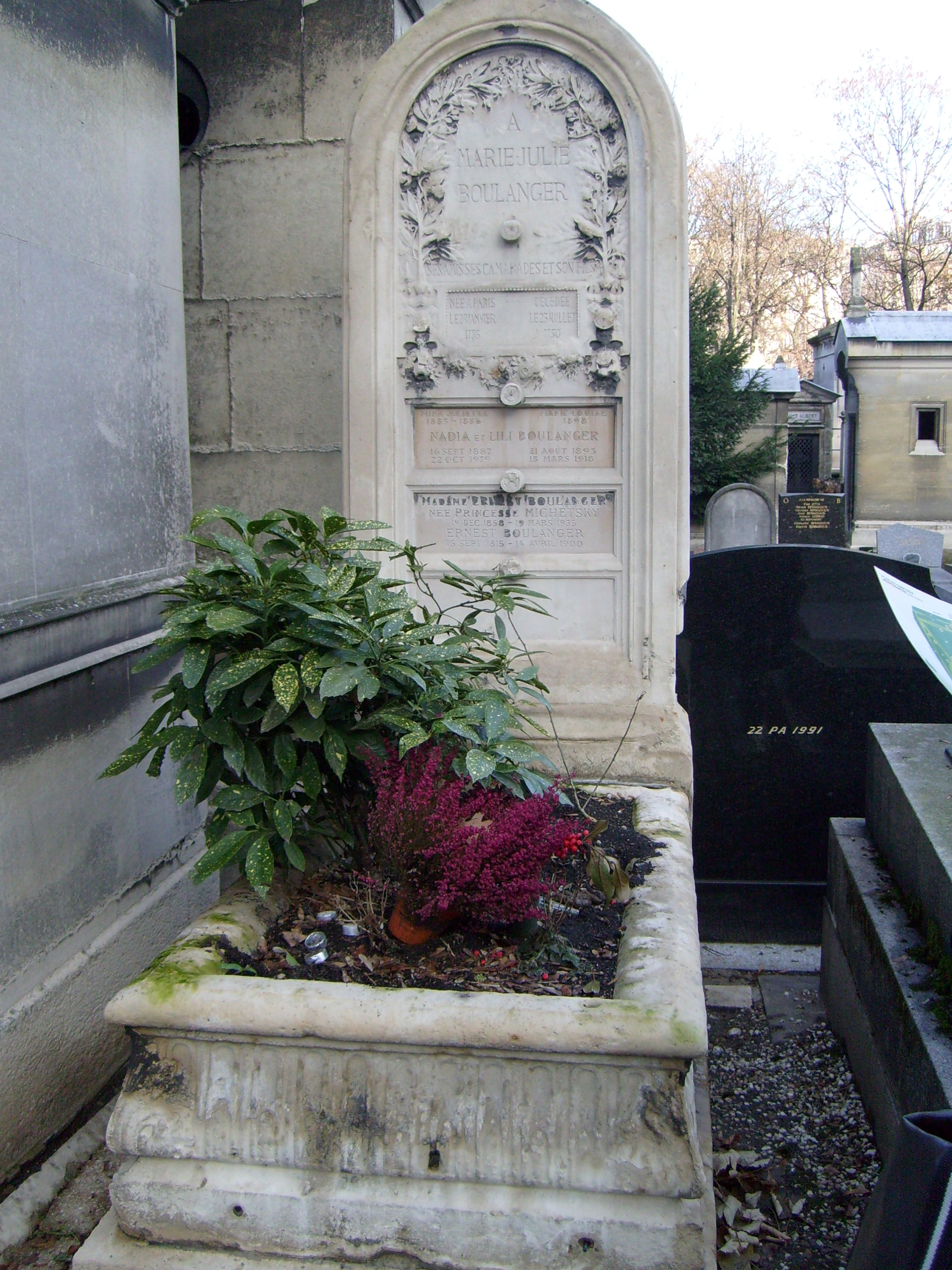
Tombe de Lili et Nadia Boulanger au cimetière de Montmartre à Paris.

- 1934 : décorée de l’ordre Polonia Restituta
- 1962 : membre de l'Académie américaine des arts et des sciences
- 1962 : Howland Memorial Prize
- 1966 :  Commandeur de l'ordre des Arts et des Lettres[42]
- 1975 : médaille d'or de l'Académie des Beaux-Arts de l'Institut de France
- 1977 :  Grand officier de la Légion d'honneur
- 1977 : décorée de l’ordre de l'Empire britannique
- décorée de l’ordre de Saint-Charles (Monaco)
- décorée de l’ordre de la Couronne (Belgique)

## Hommages

### Musiques
- Igor Stravinsky, Hommage à Nadia Boulanger, petit canon pour deux voix, 1947[43]
- Henri Dutilleux, Hommage à Nadia Boulanger, pour soprano, trois altos, clarinette, percussion et cithare, 1967[44]
- Geirr Tveitt, Menuett til Nadia Boulanger, pour piano
- Emile Naoumoff, Triptyque "in memoriam Nadia Boulanger" pour violon solo et instruments à cordes (1980)

### Autres
- depuis 1980, la bibliothèque du Conservatoire national supérieur de musique et de danse de Lyon porte le nom de médiathèque Nadia-Boulanger[45]
- depuis 1991, un cratère de Vénus s'appelle Boulanger en son honneur[46]
- en 2017 est émis un timbre de La Poste à son effigie[47]
- en 2021, le Conseil de Paris ajoute officiellement son prénom à la place Lili-et-Nadia-Boulanger, dans le 9e arrondissement.